# غريغ جيانفورت
غريغوري ريتشارد جيانفورت (بالإنجليزية: Gregory Richard Gianforte) (ولد في 17 أبريل 1961)، رجل أعمال ومهندس ومؤلف وسياسي أمريكي، يعمل كممثل لمنطقة مونتانا في مجلس النواب الأمريكي منذ عام 2017. أسس جيانفورت وزوجته شركة رايتناو تكنولوجيز (RightNow Technologies)، وهي شركة برمجيات لإدارة علاقات العملاء، طُرحت للعامة لأول مرة في عام 2004، قبل أن تستحوذ عليها شركة أوراكل في عام 2011. يُعد غريغ واحدًا من المديرين التنفيذيين القلائل للتكنولوجيا المُنتخبين للمناصب السياسية في الولايات المتحدة. منذ ترك النائب دارل عيسى منصبه في عام 2019، أصبح جيانفورت في الوقت الحالي ثاني أغنى عضو في الكونغرس. لم يرشح نفسه ليُعاد انتخابه لمجلس النواب في عام 2020، بل شارك بدلاً من ذلك في انتخابات ولاية مونتانا لعام 2020.
ترشح جيانفورت في عام 2016، لمنصب حاكم مونتانا كمرشح جمهوري، وخسر أمام الحاكم الديمقراطي الحالي ستيف بولوك. فاز جيانفورت في مايو 2017 بمقعد مونتانا في الكونغرس بهزيمته لخصمه من الديمقراط روب كويست، في انتخابات خاصة لشغل المنصب الشاغر الذي نتج عن تعيين سكرتير مجلس الوزراء لريان زينك. انتصر جيانفورت في محاولته لعام 2018 لإعادة انتخابه بعد رفضه تحدي من المرشحة الديمقراطية كاثلين ويليامز.
أدين جيانفورت بالاعتداء في محكمة الولاية في يونيو 2017، بسبب هجومه عشية الانتخابات في مايو 2017، على المراسل السياسي التابع لصحيفة الغارديان بن جاكوبس. غُرم وحكم عليه بخدمة مجتمعية وتلقي علاج لإدارة الغضب. كشرط لتسوية خلافه مع جاكوبس، تبرع جانفورت بمبلغ 50,000 دولار للجنة حماية الصحفيين، التي قالت أنها ستستخدم الأموال لدعم منظمة رصد حرية الصحافة في الولايات المتحدة.

## سنوات حياته الأولى وأسرته ومشواره المهني
ولد غريغوري ريتشارد جيانفورت في 17 أبريل 1961 في سان دييغو، كاليفورنيا. وهو الابن الأكبر لفرانك ريتشارد جيانفورت، المولود في نيوآرك، نيو جيرسي، في عام 1937 (المتوفى عام 2015). كان والده مهندس طيران وعمل لاحقًا في تأجير العقارات. وُلدت والدته، دايل دوغلاس، في بيتستاون، نيو جيرسي، في عام 1937 (توفيت في 2008)، وعملت في شركة الدفاع الأمريكية جنرال ديناميكس، في سان دييغو، وعملت في وقت لاحق مُدرسة للرياضيات في إحدى المدارس. كان غريغ من أصول إيطالية وإنجليزية واسكتلندية. لجيانفورت شقيقان أصغران، دوغلاس ومايكل. نشأ جيانفورت بعد سن الثالثة في ضواحي وادي فورج وكينغ بروسيا شمال شرق فيلادلفيا، بنسلفانيا، بما في ذلك واين، وهو مجتمع بلدات غنية غير مدمجة، ممتدة إلى مقاطعات مونتغمري وتشيستر وديلاوير في بنسلفانيا.
بدأ جيانفورت خلال سنوات دراسته الثانوية في السبعينيات عملًا في مجال البرمجيات. التحق بثانوية منطقة المريون العليا في كينغ بروسيا، بنسلفانيا، حيث انتُخب رئيسًا للصف خلال سنواته الدراسية الإعدادية والثانوية. كان جيانفورت أيضًا قائدًا لفريق مدرسته لكرة القدم الأمريكية، إذ كان حارسًا هجوميًا في الجناح الأيسر. تخرج من المدرسة الثانوية في عام 1979.
تخرج جيانفورت في عام 1983 من جامعة والده الأم، معهد ستيفنز للتكنولوجيا، وهي جامعة بحثية خاصة في هوبوكين، نيو جيرسي، بدرجة بكالوريوس في الهندسة الكهربائية ودرجة الماجستير في علوم الحاسوب. أدار جيانفورت مختبر كمبيوتر يضم 12 مبرمجًا. كان عضوًا في المنظمة الأخوية للرجال والمسماة دلتا تاو دلتا، وكان يستمتع بلعب الإسكواش.

### حياته الأسرية والشخصية
أثناء عمله في الثمانينيات في مختبرات بل في نيو جيرسي، التقى جيانفورت زوجته سوزان، وهي ابنة الجيل الأول من المهاجرين الألمان، وُلدت وترعرعت في كوينز، مدينة نيويورك. تزوجا عام 1988. أقام جيانفورت وزوجته في بوزمان، مونتانا، منذ انتقالهما من نيو جيرسي في عام 1995. ولديهما أربعة أطفال. نشأ جيانفورت مشيخيًا. يحضر هو وزوجته في كنيسة غرايس بايبل، وهي كنيسة مسيحية غير طائفية في بوزمان.
كان غريغ مُحبا للصيد في الأراضي العامة في مونتانا، وغُرم وفي 28 أكتوبر 2000 ب70 دولارًا لقتله ظبيًا قتلًا غير قانونيًا. تكلم في مقابلة في عام 2016 في منزله في مونتانا، عن مصرفي الاستثمارات الترفيهية المتواجدين في اسكتلندا ونيويورك، فيما يتعلق بعرض الأسهم العامة لشركته، ثم قدم للحضور عشاءً فاخرًا من لحم أسد الجبل بصوص الترياكي، وشرائح الظباء الأمريكية ملفوفة في لحم الخنزير المقدد، بالإضافة إلى شرائح لحم متن الأيائل.

### ريادة الأعمال في مجال البرمجيات
بدأ جيانفورت مسيرته المهنية عام 1983 في مختبرات بل، حيث عمل في إقناع المستهلكين بشراء منتجات و/أو خدمات الشركة. بسبب إحباط التسلسل الهرمي للشركات البيروقراطية في مختبرات بل، غادر جيانفورت إلى شركة برايتوورك للتنمية التي ساهم في إنشائها، وهي شركة مختصة في تطوير برمجيات إدارة الشبكة المحلية القائمة على الخادم للصناعة المصرفية، والتي كان مقرها في تينتون فولز، نيو جيرسي. باع هو وشركاؤه الشركة لشركة إنتل سكيوريتي مقابل 10 ملايين دولار في عام 1994. ثم بدأ جيانفورت في العمل لدى شركة إنتل سكيوريتي، كرئيس لمبيعات أمريكا الشمالية. انتقل في عام 1995 إلى بوزمان، مونتانا.
شارك جيانفورت وزوجته سوزان، التي تعد مهنتها الفعلية مهندسة ميكانيكية، في تأسيس شركة رايتناو تكنولوجيز في عام 1997. كان جزء من إستراتيجية جيانفورت، الاستفادة من الإنترنت كوسيلة للتغلب على الحواجز الجغرافية لبناء أعمال تجارية معولمة. وبحلول الوقت الذي أصبحت فيه الشركة عامة في عام 2004، كان لديها أكثر من 1000 عامل ومدير تنفيذي في بوزمان وعلى النطاق العالمي أيضًا، كما أصبحت تمتلك مكاتب عديدة في المملكة المتحدة وآسيا وأستراليا. ضمت الشركة السناتور المستقبلي ستيف داينز بين مسؤوليها التنفيذيين. استحوذت شركة أوراكل على الشركة مقابل 1.5 مليار دولار في عام 2011. بلغت حصة جيانفورت في ذلك الوقت 20% من هذه الشركة، التي كانت تبلغ قيمتها الإجمالية نحو 290 مليون دولار. امتلكت شركة تكنولوجيات رايتناو عقودًا مع الوكالات الفيدرالية، وتعاملت مع جميع استعلامات البحث عبر الإنترنت الخاصة بإدارة الضمان الاجتماعي ومواقع الرعاية الطبية. رفع جيانفورت في عام 2012، دعوى قضائية على حزب مونتانا الديمقراطي بتهمة التشهير، مدعيًا أن إعلانات حملة البيت التي بثوها انتقادًا لمرشح البرلمان آنذاك ستيف داينز، كانت تشهيرًا. زعم جيانفورت بث الحزب لإعلانات تلفزيونية تزعم باستفادة شركة تكنولوجيات رايتناو من العقود العامة، التي نقلت بعد ذلك الكثير من الوظائف إلى الخارج. نشر جيانفورت إلى جانب مؤلف مشارك في لندن يُدعى ماركوس جيبسون، كتابًا للأعمال في عام 2005: مهد بداية عملك، ابدأ ونمي شركة ناجحة بدون أموال تقريبًا. وقد قدم إضافة إلى ذلك، محاضرات تجارية حول ريادة الأعمال وبناء الأعمال العالمية.